# Lookout Air Raid

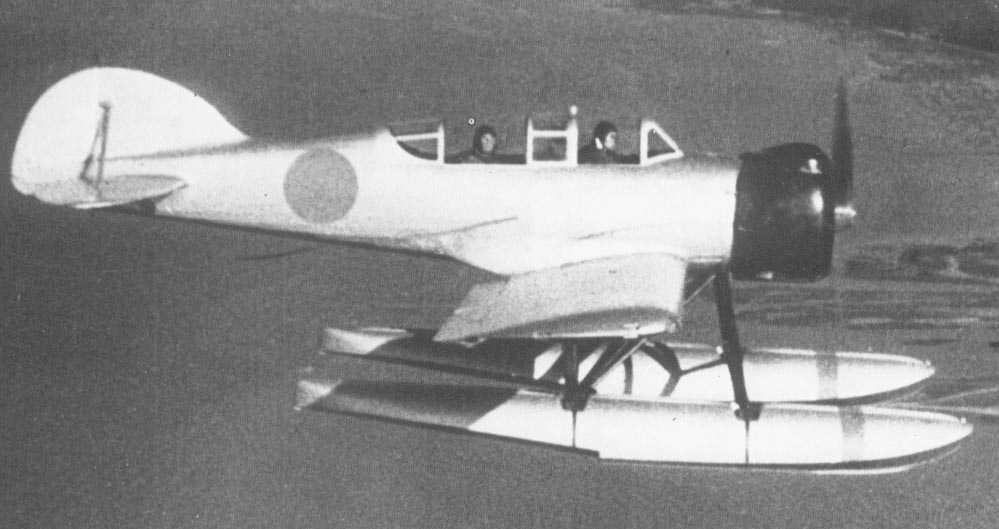
Jokosuka E14Y, tento typ letounu nálet provedl

Lookout Air Raid nazývají Američané historicky první bombardování kontinentálního území USA, ke kterému došlo 9. září 1942. Nálet provedl malý průzkumný hydroplán Jokosuka E14Y, vypuštěný z ponorky japonského císařského námořnictva I-25, který na lesy ve státě Oregon svrhl dvě zápalné pumy.
Událost měla zcela mizivý vojenský efekt, ale slouží jako historický mezník. The Lookout Air Raid obsahuje určitou ironii, jelikož The Lookout jsou v USA preventivní požární hlídky a odkazuje k tomu, že účelem bombardování bylo vyvolání lesních požárů, což se ovšem nepodařilo, právě díky rychlé reakci těchto hlídek a dobrému počasí.

## Nálet
Ve čtvrtek ráno 9. září 1942 se japonská ponorka I-25, pod velením Meidži Tagamiho, vynořila západně od oregonského mysu Bronco. Ponorka vypustila svůj hydroplán, jehož posádku tvořil pilot Nobuo Fudžita a pozorovatel Šódži Okuda. Letoun měl pod křídly dvojici 340liberních zápalných pum.
Howard "Razz" Gardner, který měl hlídku na požárním stanovišti na hoře Mount Emily v rezervaci Siskiyou National Forest, přibližující se letoun zpozoroval. Tomu se zdálo, že slyší motor letadla, který mu zněl jako motor Fordu Model T. Přestože sám neviděl bombardování, zpozoroval kouř, který z místa bombardování stoupal a upozornil na událost okolní hasiče. Pak se v doprovodu Keitha V. Johnsona ze sousední věže vydal prozkoumat požár. Zjistili, že bombardováním vzniklo jen několik menších požárů. S pomocí posil se jim podařilo do druhého dne požáry uhasit. V době požáru se přes oblast přehnala bouře s bohatými srážkami, která hasičům také velice pomohla.

## Vyšetřování
Celou událost ihned začala vyšetřovat FBI, která nalezla úlomky jedné ze zápalných pum, identifikovaných jako japonské, což Američanům potvrdilo, že šlo opravdu o bombardování.